# BredaMenarinibus Vivacity
Le BredaMenarinibus Vivacity est un midibus urbain et interurbain fabriqué par le constructeur italien IIA - Industria Italiana Autobus S.p.A. et distribué sous la marque Menarinibus.
La première génération de ce véhicule est née en 2000, le Vivacity 1, en deux longueurs 8 et 9 mètres, équipé de moteurs Deutz. Une version GNV est apparue en 2002 avec un moteur MAN. Ils ont été produits en Italie dans l'usine de Bologne en Italie jusqu'en 2014 et, depuis 2011, sous licence en Turquie par Karsan.
Le constructeur italien, après son absorption dans IIA - Industria Italiana Autobus S.p.A. a présenté en décembre 2015 une nouvelle génération Vivacity 2 équipée de moteurs FPT-Iveco respectant la norme Euro 6 sans adjuvants complémentaires. 
Cette seconde génération comprend actuellement une seule longueur de 8 mètres et une version électrique E-Vivacity. Une version GNV est annoncée pour 2016. Cette seconde génération prend en compte une standardisation extrême des composants et de la carrosserie. Elle n'est produite qu'en Italie.

## Caractéristiques techniques

### 1regénération
Cette génération est apparue en Italie en 2000 et sa fabrication a été interrompue en 2014 pour faire place au Vivacity 2. La production de cette génération se poursuit toujours en Turquie.

#### Vivacity C
- Vivacity - C = 7,900 mm / M = 9,387 mm / C-GNV = 7,995 mm
- Moteur : 
  - versions C & M : Deutz TCD 2013 L04 (Euro 5) - 4,764 cm3 - 215 ch / 158 kW à 2.300 tr/min, couple : 800 N m à 1 200/1 700 tr/min,
  - versions C-GNV : Mercedes Benz M906 LAG EEV (Euro 5) - 6,880 cm3 - 231 ch / 170 kW à 2.200 tr/min, couple : 808 N m à 1 400 tr/min,
- Boîte de vitesses automatique ZF Ecomat 5HP
- Capacité : C = 50 passagers (dont 10 assis) / M = 68 (11 assis) / C-GNV = 53 (11 assis).

### 2egénération
- Vivacity 2 - C = 8,000 mm
- Moteur : 
  - version C : FPT-Iveco Tector 7 HI-eSCR (Euro 6) - 6,728 cm3 - 252 ch / 185 kW à 2.500 tr/min, couple : 850 N m à 1 250 tr/min,
  - version C-GNV : annoncée pour 2016 avec un moteur FPT-Iveco Tector (Euro 6),
- Boîte de vitesses automatique ZF Ecolife,
  - version E (électrique) en 2 longueurs 8 mètres : Ansaldo - 140 kW - couple 850 N m - autonomie 200 km, le stockage d'énergie est assuré par 648 batteries au lithium garantissant une puissance de 187 kW.
- Capacité : C = 60 passagers (dont 11 assis) / E = 55 (11 assis).

#### Vivacity 8
- Version 8 mètres[2],[3].

#### Vivacity 9
- Version 9 mètres[4],[5].

## Commercialisation
Ce véhicule est largement diffusé dans les villes italiennes, espagnoles (Madrid), tchèques (Prague), allemande (Osnarbrük) mais également en France. Les réseaux urbains des villes d'Arcachon, Toulouse et Rochefort possèdent des Zeus. À Paris, les autocars Dominique exploitent plusieurs navettes publiques et privées avec ces minibus. La navette qui permet d'accéder au Fort de Brégançon, résidence d'été des Présidents de la République dans le Var est également composée de 2 BMB Zeus.
Le stockage d'énergie est assuré par 648 batteries au lithium garantissant une puissance de 187 kW.
| Illustration | Lieu    | Réseau                     | Modèle                  | Nombre | Mise en service | Observations - Particularités                     |
| ------------ | ------- | -------------------------- | ----------------------- | ------ | --------------- | ------------------------------------------------- |
|              | Bayonne |                            |                         |        | 2011            |                                                   |
|              | Lille   | Ilévia Navette Vieux-Lille | Vivacity+C CNG 2 portes | 5      |                 | Motorisation Mercedes Benz M906 LAG EEV (Euro 5). |